# Péra Mélana
Péra Mélana (grec moderne : Πέρα Μέλανα ; tsakonien : Πέρε Μέανε) est une localité située dans le dème de Cynourie-du-Sud, dans le district régional d'Arcadie, dans la périphérie du Péloponnèse, en Grèce.
Selon le recensement de 2021, elle compte 176 habitants.